# (15265) Ernsting
(15265) Ernsting ist ein Asteroid des Hauptgürtels, der am 12. Oktober 1990 von den deutschen Astronomen Freimut Börngen und Lutz D. Schmadel an der Thüringer Landessternwarte Tautenburg entdeckt wurde.
Benannt wurde er am 14. Juni 2003 nach dem deutschen Science-Fiction-Schriftsteller und Mitbegründer des Science Fiction Club Deutschland Walter Ernsting, der seine Romane primär unter dem Pseudonym Clark Darlton veröffentlichte.